# Liste der Einträge im National Register of Historic Places im Wahkiakum County
Diese Liste der Einträge im National Register of Historic Places im Wahkiakum County enthält alle im Wahkiakum County, Washington in das National Register of Historic Places eingetragenen Gebäude, Bauwerke, Objekte, Stätten oder historischen Distrikte.
Diese Liste entspricht dem Bearbeitungsstand des National Park Service/National Register of Historic Places vom 16. August 2024.

## Legende
| NRHP | Historic Place             |
| HD   | National Historic District |

## Aktuelle Einträge
| [ 2 ] | Name                               | Bild           | Eintragsdatum                 | Lage                                                        | Ort         | Beschreibung |
| ----- | ---------------------------------- | -------------- | ----------------------------- | ----------------------------------------------------------- | ----------- | ------------ |
| 1     | Columbia River Gillnet Boat        | weitere Bilder | 14. Feb. 1978 ID-Nr. 78002783 | Altoona Cannery 46° 15′ 58″ N, 123° 39′ 15″ W               | Altoona     |              |
| 2     | Deep River Pioneer Lutheran Church | weitere Bilder | 7. Aug. 1974 ID-Nr. 74001983  | nördlich von Deep River 46° 21′ 35″ N, 123° 40′ 55″ W       | Deep River  |              |
| 3     | Grays River Covered Bridge         | weitere Bilder | 23. Nov. 1971 ID-Nr. 71000880 | WA 4, östlich von Grays River 46° 21′ 17″ N, 123° 34′ 47″ W | Grays River |              |
| 4     | Julia Butler Hansen House          | weitere Bilder | 9. Mai 2024 ID-Nr. 100010342  | 35 Butler Street 46° 12′ 11,5″ N, 123° 23′ 3,8″ W           | Cathlamet   |              |
| 5     | Pioneer Church                     | weitere Bilder | 11. Apr. 1973 ID-Nr. 73001893 | Alley St. 46° 12′ 5,1″ N, 123° 23′ 1,4″ W                   | Cathlamet   |              |
| 6     | Skamokawa Historic District        | weitere Bilder | 21. Apr. 1976 ID-Nr. 76001923 | WA 4 46° 16′ 55″ N, 123° 26′ 47″ W                          | Skamokawa   |              |